# Oiseau toxique
Un oiseau toxique est un oiseau dont les plumes, la peau ou la chair contiennent des toxines le protégeant de ses éventuels prédateurs.
Aucun oiseau connu n'inocule de manière active du venin (ils ne sont donc pas venimeux), mais certaines espèces sont insensibles aux toxines des animaux (généralement des insectes venimeux ou vénéneux) ou des plantes dont elles se nourrissent et les stockent dans leurs tissus. Ces toxines les rendent vénéneuses au toucher ou par ingestion.

## Espèces connues
La Caille d'Europe (Coturnix coturnix) est connue pour être parfois toxique à ingérer durant certaines de ses migrations, mais la plupart des espèces connues d'oiseaux toxiques sont tropicales ou équatoriales.
L'Oie-armée de Gambie (Plectropterus gambensis) est vénéneuse par ingestion. Elle concentre dans ses tissus un poison provenant d'un coléoptère de la famille des Méloidés, dont elle se nourrit.
Plusieurs passereaux de Nouvelle-Guinée sont vénéneux, notamment certaines espèces qualifiées de pitohuis (mais n'appartenant pas toutes au genre Pitohui) : Pitohui bicolore (P. dichrous) et Pitohui variable (P. kirhocephalus),, Pitohui huppé (Ornorectes cristatus) et Pitohui noir (Melanorectes nigrescens) dans une moindre mesure, Pitohui châtain (Colluricincla megarhyncha) à l'état de traces. L'Ifrita de Kowald (Ifrita kowaldi) est également vénéneux. Tous ces oiseaux concentrent  dans leur peau et leurs plumes de la batrachotoxine provenant de coléoptères, notamment du genre Choresine (de la famille des Mélyridés).
Après vingt ans sans nouvelle découverte, deux autres espèces communes en Nouvelle-Guinée sont identifiées comme vénéneuses en 2023 : le Siffleur de Schlegel (Pachycephala schlegelii) et le Siffleur à nuque rousse (Aleadryas rufinucha),. Comme les précédentes, ces espèces concentrent de la batrachotoxine provenant des coléoptères qu'elles consomment. Le mécanisme qui les rend insensibles à la toxine (qui provoque normalement des paralysies musculaires potentiellement mortelles) a été identifié : de multiples mutations du gène SCN4A, qui empêchent l'ouverture en continu des canaux sodium sous l'effet de la toxine. La résistance de ces oiseaux à la batrachotoxine est un exemple de convergence évolutive : la résistance de certaines grenouilles à la même toxine résulte également de mutations du gène SCN4A (mais pas sur les mêmes segments).